# Tour der British and Irish Lions nach Neuseeland 2005
| Tour der British and Irish Lions Lions nach Neuseeland 2005 | Tour der British and Irish Lions Lions nach Neuseeland 2005 | Tour der British and Irish Lions Lions nach Neuseeland 2005 | Tour der British and Irish Lions Lions nach Neuseeland 2005 | Tour der British and Irish Lions Lions nach Neuseeland 2005 |
| Übersicht                                                   | S                                                           | G                                                           | U                                                           | N                                                           |
| ----------------------------------------------------------- | ----------------------------------------------------------- | ----------------------------------------------------------- | ----------------------------------------------------------- | ----------------------------------------------------------- |
| Test Matches                                                | 04                                                          | 0                                                           | 1                                                           | 3                                                           |
| Sonstige Spiele                                             | 08                                                          | 7                                                           | 0                                                           | 1                                                           |
| Gesamt                                                      | 12                                                          | 7                                                           | 1                                                           | 4                                                           |
|                                                             |                                                             |                                                             |                                                             |                                                             |
| Neuseeland                                                  | 03                                                          | 0                                                           | 0                                                           | 3                                                           |
| Argentinien                                                 | 01                                                          | 0                                                           | 1                                                           | 0                                                           |

Die Tour der British and Irish Lions nach Neuseeland 2005 war eine Tour der Rugby-Union-Auswahlmannschaft British and Irish Lions. Sie reiste im Juni und Juli 2005 durch Neuseeland und bestritt insgesamt zwölf Spiele. Den Auftakt bildete ein Test Match in Cardiff gegen Argentinien; das erste „Heimspiel“ der Lions endete unentschieden. Es standen drei weitere Test Matches gegen die neuseeländische Nationalmannschaft auf dem Programm, die alle verloren gingen. Schließlich spielten die Lions achtmal gegen regionale Auswahlteams, wobei sieben Siege und eine Niederlage resultierten.

## Ereignisse
Das Lions-Team von 2005 war das größte, das bisher auf Tour gegangen war. Sie galt zumindest auf dem Papier auch als die stärkste, zumal sie viele bekannte Spieler umfasste, die zu den besten ihrer jeweiligen Nationalmannschaften gehörten. Begleitet wurden sie vom bisher größten Betreuerstab. Vor der eigentlichen Tournee fand im Millennium Stadium in Cardiff ein Auftaktspiel gegen Argentinien statt, um zumindest einen Teil der Kosten zu refinanzieren.
Die schlechten Ergebnisse in den Test Matches gegen die All Blacks mit drei deutlichen Niederlagen führten zu heftiger Kritik an Trainer Clive Woodward und an der Auswahl der Spieler. Ebenso kritisierten sie die Tatsache, dass er die Mannschaften in zwei Hälften geteilt habe: eine für die Test Matches, die andere für die Spiele unter der Woche. Viel Zeit sei mit unnötigem Medientraining verschwendet worden, anstatt sie für taktische Übungen zu nutzen. Dadurch sei es unmöglich gewesen, aus der Vielzahl an durchaus herausragenden Einzelspielern eine Einheit zu formen. Etliche Kommentatoren fühlten sich deshalb veranlasst, die Zukunft der British and Irish Lions in Frage zu stellen.
Für die Tour gab das Lions-Management dem Musiker Neil Myers den Auftrag, ein auf die Mannschaft abgestimmtes Lied zu komponieren. Es hieß The Power of Four und sollte vor den Spielen anstelle einer Nationalhymne gesungen werden. Die Uraufführung fand am 23. Mai vor dem Auftaktspiel gegen Argentinien statt, gesungen durch die walisische Opernsängerin Katherine Jenkins. Bei Spielern, Fans und Medien stieß das Lied auf Ablehnung; es sei „zum Erschaudern“ und uninspierend. Seither findet es keine Verwendung mehr.

## Spielplan
- Hintergrundfarbe grün = Sieg
- Hintergrundfarbe gelb = Unentschieden
- Hintergrundfarbe rot = Niederlage

(Test Matches sind grau unterlegt; Ergebnisse aus der Sicht der Lions)
| #  | Datum         | Gegner                          | Ort              | Stadion                       | Ergebnis |
| -- | ------------- | ------------------------------- | ---------------- | ----------------------------- | -------- |
| 01 | 23. Mai 2005  | Argentinien                     | Cardiff          | Millennium Stadium            | 25:25    |
| 02 | 04. Juni 2005 | Bay of Plenty Rugby Union       | Rotorua          | Rotorua International Stadium | 34:20    |
| 03 | 08. Juni 2005 | Taranaki Rugby Football Union   | New Plymouth     | Yarrow Stadium                | 36:14    |
| 04 | 11. Juni 2005 | New Zealand Māori               | Hamilton         | Waikato Stadium               | 13:19    |
| 05 | 15. Juni 2005 | Wellington Rugby Football Union | Wellington       | Westpac Stadium               | 23:6     |
| 06 | 18. Juni 2005 | Otago Rugby Football Union      | Dunedin          | Carisbrook                    | 30:19    |
| 07 | 21. Juni 2005 | Southland Rugby                 | Invercargill     | Rugby Park Stadium            | 26:16    |
| 08 | 25. Juni 2005 | Neuseeland                      | Christchurch     | Lancaster Park                | 3:21     |
| 09 | 28. Juni 2005 | Manawatu Rugby Union            | Palmerston North | Arena Manawatu                | 109:6    |
| 10 | 02. Juli 2005 | Neuseeland                      | Wellington       | Westpac Stadium               | 18:48    |
| 11 | 05. Juli 2005 | Auckland Rugby Football Union   | Auckland         | Eden Park                     | 17:13    |
| 12 | 09. Juli 2005 | Neuseeland                      | Auckland         | Eden Park                     | 19:38    |

## Test Matches
| 23. Mai 2005 19:45 WESZ | British and Irish Lions                                          | 25 : 25        | Argentinien                                                                | Millennium Stadium, Cardiff Zuschauer: 61.569 Schiedsrichter: Stuart Dickinson (Australien) |
| 23. Mai 2005 19:45 WESZ | Versuche: Smith Erhöhungen: Wilkinson Straftritte: Wilkinson (6) | (16:9) Bericht | Versuche: Núñez Piossek Erhöhungen: Todeschini Straftritte: Todeschini (6) | Millennium Stadium, Cardiff Zuschauer: 61.569 Schiedsrichter: Stuart Dickinson (Australien) |

Aufstellungen:
- Lions: Shane Byrne, Gareth Cooper, Martin Corry, Gordon D’Arcy, Danny Grewcock, John Hayes, Denis Hickie, Lewis Moody, Geordan Murphy, Donncha O’Callaghan, Michael Owen , Graham Rowntree, Ollie Smith, Jonny Wilkinson, Shane Williams 
 Auswechselspieler: Chris Cusiter, Shane Horgan, Ben Kay, Steve Thompson, Julian White
- Argentinien: Federico Andres, Lisandro Arbizu, Pablo Bouza, Felipe Contepomi , Nicolás Fernández, Mario Ledesma, Juan Manuel Leguizamón, Francisco Leonelli, Federico Méndez, José Núñez Piossek, Mauricio Reggiardo, Mariano Sambucetti, Martin Schusterman, Bernardo Stortoni, Federico Todeschini 
 Auswechselspieler: Manuel Carizza, Lucio López, Santiago Sanz

| 25. Juni 2005 19:10 NZST | Neuseeland                                                             | 21 : 3         | British and Irish Lions | Lancaster Park, Christchurch Zuschauer: 37.200 Schiedsrichter: Joël Jutge (Frankreich) |
| 25. Juni 2005 19:10 NZST | Versuche: Sivivatu Williams Erhöhungen: Carter Straftritte: Carter (3) | (11:0) Bericht | Straftritte: Wilkinson  | Lancaster Park, Christchurch Zuschauer: 37.200 Schiedsrichter: Joël Jutge (Frankreich) |

Aufstellungen:
- Neuseeland: Daniel Carter, Jerry Collins, Carl Hayman, Doug Howlett, Chris Jack, Leon MacDonald, Justin Marshall, Aaron Mauger, Richie McCaw, Keven Mealamu, Sitiveni Sivivatu, Rodney So’oialo, Tana Umaga , Ali Williams, Tony Woodcock 
 Auswechselspieler: Rico Gear, Byron Kelleher, Sione Lauaki, Malili Muliaina, Greg Somerville, Derren Witcombe
- Lions: Neil Back, Martin Corry, Shane Byrne, Richard Hill, Gethin Jenkins, Stephen Jones, Ben Kay, Josh Lewsey, Brian O’Driscoll , Paul O’Connell, Dwayne Peel, Jason Robinson, Gareth Thomas, Julian White, Jonny Wilkinson 
 Auswechselspieler: Matt Dawson, Will Greenwood, Danny Grewcock, Shane Horgan, Ryan Jones, Steve Thompson

| 2. Juli 2005 19:10 NZST | Neuseeland                                                                               | 48 : 18         | British and Irish Lions                                                    | Westpac Stadium, Wellington Zuschauer: 39.800 Schiedsrichter: Andrew Cole (Australien) |
| 2. Juli 2005 19:10 NZST | Versuche: Carter (2) McCaw Sivivatu Umaga Erhöhungen: Carter (4) Straftritte: Carter (5) | (21:13) Bericht | Versuche: Easterby Thomas Erhöhungen: Wilkinson Straftritte: Wilkinson (2) | Westpac Stadium, Wellington Zuschauer: 39.800 Schiedsrichter: Andrew Cole (Australien) |

Aufstellungen:
- Neuseeland: Daniel Carter, Jerry Collins, Rico Gear, Chris Jack, Byron Kelleher, Aaron Mauger, Richie McCaw, Keven Mealamu, Malili Muliaina, Sitiveni Sivivatu, Greg Somerville, Rodney So’oialo, Tana Umaga , Ali Williams, Tony Woodcock 
 Auswechselspieler: Jono Gibbes, Campbell Johnstone, Sione Lauaki, Leon MacDonald, Justin Marshall, Ma’a Nonu, Derren Witcombe
- Lions: Simon Easterby, Gavin Henson, Gethin Jenkins, Ryan Jones, Josh Lewsey, Lewis Moody, Donncha O’Callaghan, Paul O’Connell, Dwayne Peel, Jason Robinson, Gareth Thomas , Steve Thompson, Julian White, Jonny Wilkinson, Shane Williams 
 Auswechselspieler: Shane Byrne, Martin Corry, Shane Horgan, Stephen Jones, Graham Rowntree

| 9. Juli 2005 19:10 NZST | Neuseeland                                                                               | 38 : 19         | British and Irish Lions                                  | Eden Park, Auckland Zuschauer: 47.000 Schiedsrichter: Jonathan Kaplan (Südafrika) |
| 9. Juli 2005 19:10 NZST | Versuche: Gear Smith Umaga (2) Williams Erhöhungen: McAlister (5) Straftritte: McAlister | (24:12) Bericht | Versuche: Moody Erhöhungen: Jones Straftritte: Jones (4) | Eden Park, Auckland Zuschauer: 47.000 Schiedsrichter: Jonathan Kaplan (Südafrika) |

Aufstellungen:
- Neuseeland: Jerry Collins, Rico Gear, Chris Jack, Byron Kelleher, Sione Lauaki, Luke McAlister, Keven Mealamu, Malili Muliaina, Sitiveni Sivivatu, Conrad Smith, Greg Somerville, Rodney So’oialo, Tana Umaga , Ali Williams, Tony Woodcock 
 Auswechselspieler: Marty Holah, Campbell Johnstone, Justin Marshall, James Ryan
- Lions: Shane Byrne, Mark Cueto, Simon Easterby, Will Greenwood, Ryan Jones, Josh Lewsey, Gethin Jenkins, Stephen Jones, Lewis Moody, Geordan Murphy, Donncha O’Callaghan, Paul O’Connell, Dwayne Peel, Gareth Thomas , Julian White 
 Auswechselspieler: Gordon Bulloch, Martin Corry, Shane Horgan, Ronan O’Gara, Graham Rowntree, Martyn Williams

## Kader

### Management
Der Betreuerstab umfasste 26 Personen. Zum ersten Mal gab es eine eigene Gruppe von Trainern für die Spiele unter der Woche.
- Tourmanager: Bill Beaumont
- Trainer: Clive Woodward
- Assistenztrainer: Gareth Jenkins, Ian McGeechan, Eddie O’Sullivan, Andy Robinson
- Pressesprecher: Alastair Campbell
- Kapitän: Brian O’Driscoll, Gareth Thomas

### Spieler
| Spieler          | Position         | Mannschaft            |
| ---------------- | ---------------- | --------------------- |
| Gareth Cooper    | Gedrängehalb     | Newport Gwent Dragons |
| Chris Cusiter    | Gedrängehalb     | Border Reivers        |
| Matt Dawson      | Gedrängehalb     | London Wasps          |
| Dwayne Peel      | Gedrängehalb     | Llanelli Scarlets     |
| Charlie Hodgson  | Verbindungshalb  | Sale Sharks           |
| Stephen Jones    | Verbindungshalb  | ASM Clermont Auvergne |
| Ronan O’Gara     | Verbindungshalb  | Munster Rugby         |
| Gordon D’Arcy    | Innendreiviertel | Leinster Rugby        |
| Will Greenwood   | Innendreiviertel | Harlequins            |
| Gavin Henson     | Innendreiviertel | Ospreys               |
| Brian O’Driscoll | Innendreiviertel | Leinster Rugby        |
| Tom Shanklin     | Innendreiviertel | Cardiff Blues         |
| Ollie Smith      | Innendreiviertel | Leicester Tigers      |
| Shane Horgan     | Außendreiviertel | Leinster Rugby        |
| Denis Hickie     | Außendreiviertel | Leinster Rugby        |
| Jason Robinson   | Außendreiviertel | Sale Sharks           |
| Shane Williams   | Außendreiviertel | Ospreys               |
| Iain Balshaw     | Schlussmann      | Leeds Tykes           |
| Geordan Murphy   | Schlussmann      | Leicester Tigers      |
| Josh Lewsey      | Schlussmann      | London Wasps          |
| Gareth Thomas    | Schlussmann      | Stade Toulousain      |

| Spieler             | Position             | Mannschaft            |
| ------------------- | -------------------- | --------------------- |
| Gordon Bulloch      | Hakler               | Glasgow Warriors      |
| Shane Byrne         | Hakler               | Leinster Rugby        |
| Steve Thompson      | Hakler               | Northampton Saints    |
| Andy Titterrell     | Hakler               | Sale Sharks           |
| John Hayes          | Pfeiler              | Munster Rugby         |
| Gethin Jenkins      | Pfeiler              | Cardiff Blues         |
| Graham Rowntree     | Pfeiler              | Leicester Tigers      |
| Andrew Sheridan     | Pfeiler              | Sale Sharks           |
| Matt Stevens        | Pfeiler              | Bath Rugby            |
| Julian White        | Pfeiler              | Leicester Tigers      |
| Danny Grewcock      | Zweite-Reihe-Stürmer | Bath Rugby            |
| Ben Kay             | Zweite-Reihe-Stürmer | Leicester Tigers      |
| Donncha O’Callaghan | Zweite-Reihe-Stürmer | Munster Rugby         |
| Paul O’Connell      | Zweite-Reihe-Stürmer | Munster Rugby         |
| Malcolm O’Kelly     | Zweite-Reihe-Stürmer | Leinster Rugby        |
| Neil Back           | Flügelstürmer        | Leicester Tigers      |
| Lawrence Dallaglio  | Flügelstürmer        | London Wasps          |
| Richard Hill        | Flügelstürmer        | Saracens              |
| Lewis Moody         | Flügelstürmer        | Leicester Tigers      |
| Martyn Williams     | Flügelstürmer        | Cardiff Blues         |
| Martin Corry        | Nummer Acht          | Leicester Tigers      |
| Michael Owen        | Nummer Acht          | Newport Gwent Dragons |
| Simon Taylor        | Nummer Acht          | Edinburgh Rugby       |

Zusätzliche Spieler wurden einberufen, wenn sich Spieler während der Tournee verletzt (und in einem Fall gesperrt wurden):
- Brent Cockbain (Ospreys)
- Mark Cueto (Sale Sharks)
- Simon Easterby (Llanelli Scarlets)
- Ryan Jones (Ospreys)
- Simon Shaw (London Wasps)
- Jason White (Sale Sharks)
- Jonny Wilkinson (Newcastle Falcons)